# Бороткина, Эльфрида Юхановна
Эльфрида Юхановна Бороткина (эст. Elfriede Borotkina, в девичестве Лаама (эст. Laama); 16 июня 1909, Тарту, Лифляндская губерния — дата смерти неизвестна) — депутат Верховного совета СССР 2-го созыва.

## Биография
Родилась в Тарту в семье художника. В годы Первой мировой войны с семьёй переселилась в деревню Камбья под Тарту, где её отец занялся крестьянским хозяйством. Окончила среднюю школу (1924), пыталась продолжить обучение в Тартуской гимназии, но не окончила из-за недостатка средств. В 1929 году вышла замуж за рыбака Пеэтера Бороткина, родила трёх детей.
После установления в Эстонии советской власти стала активистом профсоюзного движения в сельской местности, вступила в ВКП(б). В 1941 году — секретарь исполкома волости Камбья. Во время Великой Отечественной войны со своими детьми находилась в эвакуации в Татарской АССР, Омской области, Ленинградской области, работала в колхозах. С 1945 года на партийной работе в регионе Тартумаа.
В январе 1946 года избрана депутатом Верховного совета СССР[уточнить] 2-го созыва (1946—1950).
Дальнейшая судьба неизвестна. Также упоминается под фамилией Мей (эст. Mey).